# Monte Toth
Il Monte Toth (in lingua inglese: Mount Toth), alto 2.410 m, è la vetta più orientale di una piccola dorsale ricoperta di ghiaccio, situata circa 9 km a est del Monte Kendrick, nei Monti della Regina Maud, in Antartide.   
Il monte è stato mappato dall'United States Geological Survey (USGS) sulla base di ispezioni in loco e foto aeree scattate dalla U.S. Navy nel periodo 1960-64.
La denominazione è stata assegnata dall'Advisory Committee on Antarctic Names (US-ACAN) in onore del comandante Arpad J. Toth, della U.S. Navy Reserve, ufficiale responsabile delle operazioni del campo di volo Williams Field, posto nel Canale McMurdo, nel periodo 1962-64.